# ヴァイラーノ・パテノーラ
ヴァイラーノ・パテノーラ（伊: Vairano Patenora）は、イタリア共和国カンパニア州カゼルタ県にある、人口約6,400人の基礎自治体（コムーネ）。

## 地理

### 位置・広がり

#### 隣接コムーネ
隣接するコムーネは以下の通り。
- アイラーノ
- カイアネッロ
- マルツァーノ・アッピオ
- ピエトラヴァイラーノ
- プラテッラ
- プレゼンツァーノ
- ラヴィスカニーナ
- リアルド
- テアーノ

### 気候分類・地震分類
ヴァイラーノ・パテノーラにおけるイタリアの気候分類 (it) および度日は、zona C, 1383 GGである。
また、イタリアの地震リスク階級 (it) では、zona 2 (sismicità media) に分類される。